# 聖ルカと聖カタリナの前に現れる聖母 (カラッチ)
『聖ルカと聖カタリナの前に現れる聖母』（せいルカとせいカタリナのまえにあらわれるせいぼ、英: The Virgin Appears to Saint Luke and Saint Catherine）は、イタリアのバロック絵画の巨匠アンニーバレ・カラッチがキャンバス上に油彩で制作した絵画である。『聖ルカの聖母』（せいルカのせいぼ、英: The Virgin of Saint Luke）、『聖ルカの聖母子』（せいルカのせいぼし、英: The Saint Luke Madonna and Child）、『聖母の聖ルカと聖カタリナへの顕現』（せいぼのせいルカとせいカタリナへのけんげん、仏: L'Apparition de la Vierge à saint Luc et à sainte Catherine、英: Apparition of the Virgin to Saint Luke and Saint Catherine）としても知られている。現在、パリのルーヴル美術館に所蔵されている。 1589年にレッジョ・エミリア大聖堂のために委嘱されたもので、3年後に完成し、公証人礼拝堂の祭壇を飾っていた。作品は、1798年にナポレオンの軍隊によりイタリアから略奪された後、ルーヴル美術館に掛けられた。ナポレオン戦争後になっても、イタリアに返還されなかった。

## 作品
この絵画は天界と地上を対角線によって結び、動きに満ちた構図を持っており、カラッチがバロック様式で描いた最初の作品の1つとなっている。本作でルカが選ばれたのは、彼が画家と公証人の守護聖人であったからである。画面上部には、4福音書の著者であるマタイ、マルコ、ルカ、ヨハネを引き連れた聖母マリアが描かれている。聖母子と4人は天使の運ぶ雲に乗って現れ、画面下部左側に再び登場している聖ルカとアレクサンドリアの聖カタリナの方に向かっている。かくして、ルカは2度描かれ、聖母に次ぐ主役である。
前景は大きく描かれた聖ルカが支配しているが、彼の鮮やかな赤い服と聖母の赤い服が色彩上のつながりを持ち、両者のつながりを強調する。聖ルカは、聖母と幼子イエス・キリストと視線を交わすことによっても、彼らとつながっている。聖ルカの身振りにより、鑑賞者と聖カタリナも「聖会話」へと招き入れられる。
この絵画では、聖ルカの二重の役割が強調されている。彼は、福音書記者としてはキリストの生涯を目の当たりにした最初の人間の1人であり、画家としては本人をモデルに聖母を描いた最初の人間とされる。ルカの功績は、画面手前に置かれた種々の事物によって示されている。